# 佩内杜
佩内杜是巴西阿拉戈斯州的一个市镇。总面积 689.27平方公里，总人口61082人，人口密度88.6人/平方公里。